# Свети Николай (Крънджени)
„Свети Николай“ (на румънски: „Sfântul Nicolae“) е храм на Румънската православна църква в село Крънджени, окръг Телеорман, част от Александрийската и Телеорманска епископия.

## История
Храмът е издигнат от 1863 до 1865 година и е най-старата сграда в селото. Изградена е от тухли и вар, без каменна основа, на мястото на стара дървена църква, посветена на „Успение Богородично“. Цялата църква – стенописи и икони, е изписана в 1889 година от дебърския майстор Мирон Илиев.